# Interview (film, 2007)
Pour les articles homonymes, voir Interview (homonymie).
Pour plus de détails, voir Fiche technique et Distribution.
Interview est un film américain réalisé par Steve Buscemi et sorti en 2007. Il s'agit du remake du film du même nom  réalisé par le Néerlandais Theo van Gogh (2003), et c'est le premier film du projet Triple Theo.

## Synopsis
Pierre Peders (Steve Buscemi) est journaliste spécialisé dans la politique à Washington. Il est cependant envoyé à New York faire l'interview de Katya (Sienna Miller), une actrice de films de série B et de feuilletons télévisés. L'interview commence dans un restaurant et tourne court, Pierre n'ayant pas du tout travaillé sur le sujet et n'étant pas satisfait des réponses de Katya. Elle-même est abasourdie par le manque de professionnalisme du journaliste. Dans le taxi qui l'emmène, Pierre est victime d'un petit accident, dont Katya est en quelque sorte la cause (le chauffeur était distrait par la starlette) et dont il sort avec une petite blessure au front. Katya, désolée, l'emmène chez elle pour le soigner. L'interview reprend alors, mais l'entrevue voit sa symétrie peu à peu rétablie, les deux personnages discutant sur un pied d'égalité. On finit ainsi par en apprendre autant sur l'un que sur l'autre. Alors que Katya répond au téléphone, Pierre découvre ce qu'il croit être son journal intime sur son ordinateur. Là, il lit que l'actrice n'aime pas son fiancé et sent en permanence la mort présente. Cette découverte relance son intérêt, lui-même éprouvant des sentiments semblables vis-à-vis de la mort. Ils se mettent d'accord pour échanger les raisons de leur manque d'optimisme et se laisser enregistrer. Elle lui confie qu'elle a un cancer, et que c'est là la vraie raison de sa dernière opération de chirurgie esthétique. Lui, avoue avoir enjolivé les faits dans ses reportages et que c'est pour cela que son rédacteur en chef ne lui fait plus confiance et lui confie des interviews de ce type. Il avoue aussi avoir laissé mourir sa femme sans assistance et sans avoir appelé à l'aide. Il compte finalement s'échapper en effaçant les traces de ses aveux, mais est pris au piège par Katya, qui réussit à mettre la cassette à l'abri à temps. Il ne comprend que trop tard que ce que lui disait Katya concernait son personnage récurrent de série, et non elle-même.

## Fiche technique
- Titre original et français : Interview
- Réalisation : Steve Buscemi
- Scénario : Steve Buscemi, Theodor Holman et David Schechter, d'après l’œuvre Theo van Gogh
- Photographie : Thomas Kist
- Montage : Kate Williams
- Production : Bruce Weiss et Gijs van de Westelaken
- Pays d'origine :  États-Unis
- Genre : drame
- Durée : 83 minutes
- Date de sortie : 
  - Festival de Sundance : 20 janvier 2007
  - France : 1er août 2007

## Distribution
- Steve Buscemi (V. F. : Luc-Antoine Diquerot) : Pierre Peders
- Sienna Miller (V. F. : Anneliese Fromont) : Katya
- Michael Buscemi : Robert Peders
- Tara Elders : Maggie
- David Schechter : le maître d'hôtel
- Molly Griffith : la serveuse
- Elizabeth Bracco : la femme au restaurant
- James Franco : le petit ami au téléphone (voix)
- Katja Schuurman : la Lady dans la limousine

Source et légende : Version française (V. F.) sur le site d’AlterEgo (la société de doublage)